# Always Outnumbered, Never Outgunned
| Совокупная оценка      | Совокупная оценка |
| Источник               | Оценка            |
| ---------------------- | ----------------- |
| Metacritic             | 53/100            |
| Оценки критиков        |                   |
| Источник               | Оценка            |
| AllMusic               | [ 1 ]             |
| Entertainment Weekly   | (B−)              |
| The Guardian           | [ 4 ]             |
| Mojo                   | [ 5 ]             |
| The New Zealand Herald | [ 6 ]             |
| NME                    | (6/10)            |
| Pitchfork              | (3.9/10)          |
| Q                      | [ 9 ]             |
| Rolling Stone          | [ 10 ]            |
| Spin                   | (B−)              |

Always Outnumbered, Never Outgunned (англ. Всегда в меньшинстве, никогда не уступая в огневой мощи) — четвёртый студийный альбом британской электронной группы The Prodigy. Впервые он был выпущен 11 августа 2004 года в Японии, 23 августа 2004 года в Великобритании на лейбле XL Recordings и 15 сентября 2004 года в Соединенных Штатах на лейбле Maverick Records. Записанный почти полностью с использованием программы Propellerhead Reason и мастерингом  выполненным с помощью Pro Tools, альбом контрастирует с предыдущими альбомами группы и отличается более обширным использованием вокала, чем их предыдущий альбом The Fat of the Land. Название альбома — пьеса, написанная Вальтером Мосли под названием Always Outnumbered, Always Outgunned, только во второй части фразы слово Always заменено словом Never.

## Список композиций
| №   | Название                                                                     | Автор(ы)                 | Длительность |
| --- | ---------------------------------------------------------------------------- | ------------------------ | ------------ |
| 1.  | «Spitfire»                                                                   |                          | 5:07         |
| 2.  | «Girls»                                                                      |                          | 4:06         |
| 3.  | «Memphis Bells»                                                              | L. Howlett, N. Maclellan | 4:28         |
| 4.  | «Get Up Get Off»                                                             |                          | 4:19         |
| 5.  | «Hotride»                                                                    |                          | 4:32         |
| 6.  | «Wake Up Call»                                                               |                          | 4:55         |
| 7.  | «Action Radar»                                                               |                          | 5:30         |
| 8.  | «Medusa’s Path»                                                              | L. Howlett, N. Maclellan | 6:08         |
| 9.  | «Phoenix»                                                                    |                          | 4:37         |
| 10. | «You’ll Be Under My Wheels»                                                  | L. Howlett, N. Maclellan | 3:56         |
| 11. | «The Way It Is» (основана на песне «Thriller», написанной Родом Темпертоном) |                          | 5:45         |
| 12. | «Shoot Down»                                                                 | L. Howlett, N. Maclellan | 4:28         |
| 13. | «More Girls» (бонусный трек для японской версии)                             |                          | 4:26         |

## Участники записи
The Prodigy
- Лиам Хоулетт – автор, композитор, продюсер, программирование, звукорежиссура, сведение; синтезаторы, бас-гитара (5, 12), гитара (7, 10, 12), семплы
- Максим Реалити – вокал (1, 13)

Приглашённые музыканты, сопродакшн, соавторы и звукорежиссёры
- Neil McLellan — сопродюсер, дополнительное программирование, звукорежиссура, сведение, соавтор (3, 8, 10, 12).
- Дэмиен Тэйлор — звукоинженерные работы в Pro Tools
- Джульетт Льюис — вокал (1, 4, 5)
- The Magnificent Ping Pong Bitches — вокал (2)
- J. Martinez/F. Cooke — авторы заимствованных семплов из «Style of the Street» (by Broken Glass) (2)
- Hubert Barlay Eaves III/James Williams — авторы заимствованных семплов из «You’re the One for Me» (by D Train)
- Princess Superstar — вокал (3)
- Twista — вокал (4)
- Шахин Бадар — вокал (4)
- Dave Pemberton (Strongroom) — сопродюсер (4)
- Scott Donaldson — игра на гитаре (5)
- Hanna Robinson — бэк-вокал (5, 6)
- Jimmy Webb — написал вставленные слова «Up, Up and Away In My Beautiful, My Beautiful Baloon» (5)
- Kool Keith — вокал (6, 10)
- Louise Boone — бэк-вокал (6, 7, 9, 11)
- Jim Hunt — флейта (6)
- Paul 'Dirtcandy' Jackson — вокал (7)
- Mike Horner — гитара (7, 12)
- Rooholah Khaleghi — автор заимствованных семплов из песни «ELAHAYE Naz» (by Gholamhossein Banan) (8)
- Robin Albers — автор заимствованных семплов из песни «Plastic Dreams (Hohner Retro Mix)» (by Jaydee) (9)
- Matt Robertson — дополнительное программирование, аккордовые звуки (1), гитара (9), восстановительная работа (11)
- Робби ван Леувен — автор заимствованных элементов и семплов из песни «Love Buzz» (by Shocking Blue) (9)
- Jim Davies — гитара (10)
- Rinse — восстановительная работа (11)
- Лиам Галлахер — вокал (12)
- Ноэл Гэллахер — бас-гитара (12)
- Jan 'Stan' Kybert — помощь при создании (12)
- John Carter/Geoff Stephens — авторы заимствованных семплов из песни «My World Fell Down» (by Saggitarius) (12)
- Эмили Лазар — мастеринг

## Позиции в хит-парадах
| Чарт (2004)     | Максимальная позиция |
| --------------- | -------------------- |
| UK Albums Chart | 1                    |
| UK Dance Chart  | 19                   |
| Billboard 200   | 62                   |
| Австралия       | 5                    |
| Австрия         | 8                    |
| Япония          | 6                    |
| Новая Зеландия  | 20                   |
| Норвегия        | 5                    |
| Швеция          | 34                   |
| Польша          | 12                   |